# Markus Andersson
Markus Andersson, född 25 februari 1968, är en svensk konstnär och lärare i konst vid Medborgarskolan och Folkuniversitetet i Uppsala. 

## Biografi
Markus Andersson utbildade sig vid Konstskolan Idun Lovén och Heatherley School of Fine Art, och var också elev för Odd Nerdrum. Han har en egen utställningslokal, Galleri Sörängen, utanför Uppsala. Markus Andersson tilldelades Magnus Laurentius Medici-priset i kategorin måleri vid Florensbiennalen år 2003.
Markus Andersson arbetar främst i olja och akvarell. Hans bilder karakteriseras av Alex Brich som traditionell nordisk konst med nationalromantiska och politiska motiv, i en naturalistisk stil som avbildar djur, natur och människor. Under den ljusa tiden av året ägnar sig Andersson företrädesvis åt att avbilda marina motiv ute i det fria, bland annat på den norska östkusten och i Bohuslän. Målningar av Andersson har ställts ut på Moderna museet, Louvren, Bruno Liljefors ateljé, Florensbiennalen, Kitschbiennalen samt på ett flertal gallerier och museer i Sverige, Norge och Estland. Hans konst finns representerad vid bland annat Sveriges ambassad i Tallinn och Svenska S:t Mikaelskyrkan i Tallinn.

### Modernautställningen 2006

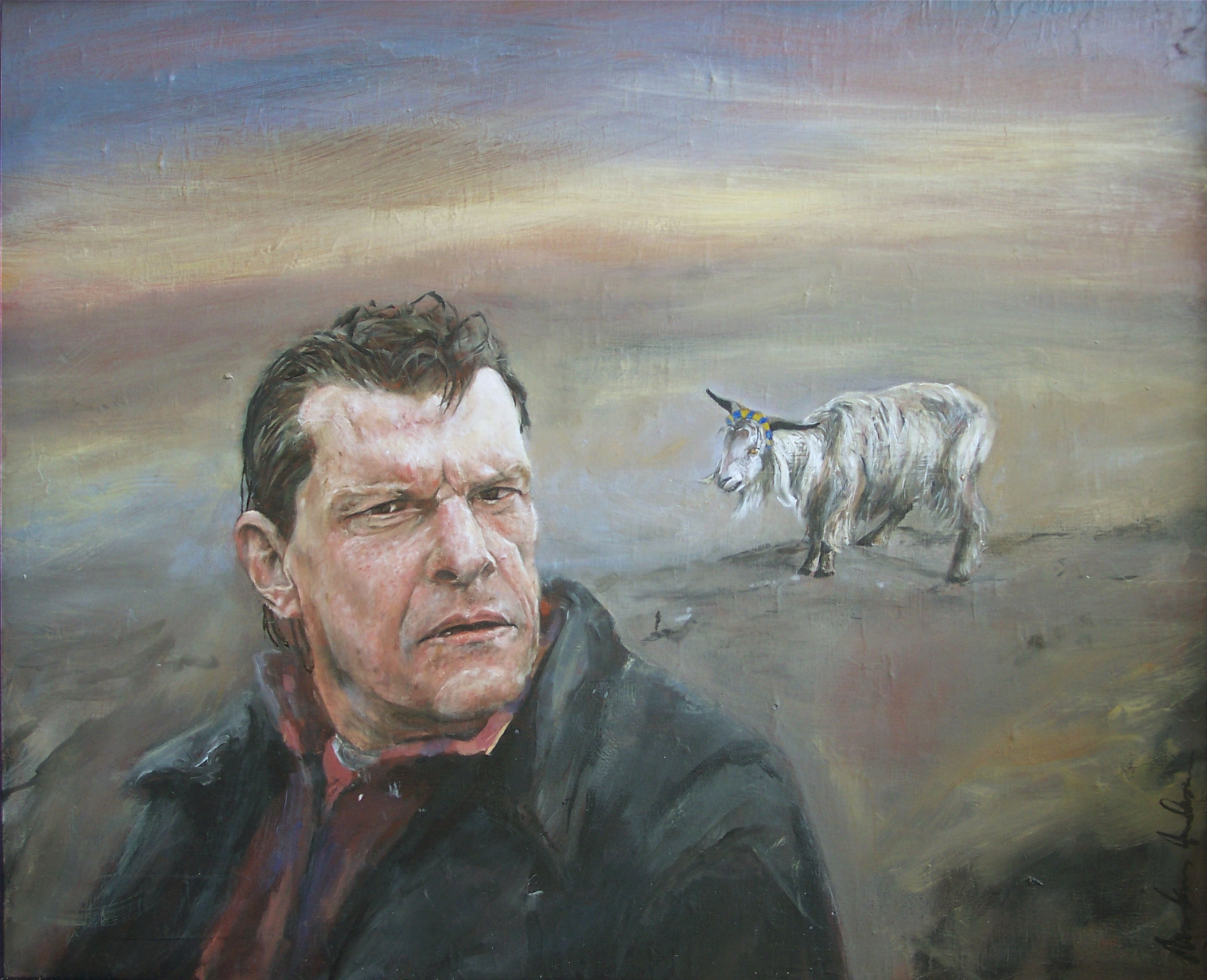
Svenska syndabockar (2005)

Konstnären Dorinel Marc upplät sin plats på Moderna museets Modernautställning 2006 till Markus Andersson, som ställde ut ett antal oljemålningar med naturmotiv och samtidsbilder. Bland annat visades porträtt av Christer Pettersson, Daniel Wretström, Pim Fortuyn, Theo van Gogh och Mijailo Mijailovic.
Det verk som rönte mest uppmärksamhet bland media och publik i samband med utställningen på Moderna museet 2006 var en målning föreställande Christer Pettersson och en syndabock, betitlad Svenska syndabockar. Målningen var en anspelning på syndabocksmyten och på William Holman Hunts målning "The Scapegoat". När Markus Andersson målade Svenska syndabockar använde han ett fotografi som förlaga under arbetet med den del av tavlan som föreställer Christer Pettersson. Fotografiets upphovsman, pressfotografen Jonas Lemberg, väckte senare talan mot Markus Andersson och gjorde gällande att denne gjort sig skyldig till upphovsrättsintrång. Tvisten avgjordes till Markus Anderssons fördel i februari 2017, då Högsta domstolen slog fast att Svenska syndabockar var ett nytt och självständigt verk som inte gjorde intrång i upphovsrätten till fotografiet.

## Galleri

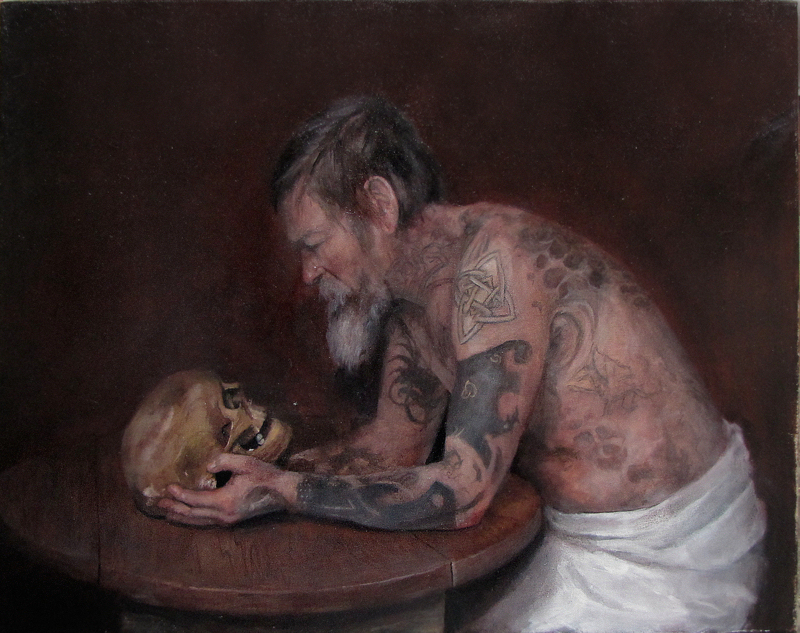
Katharsis
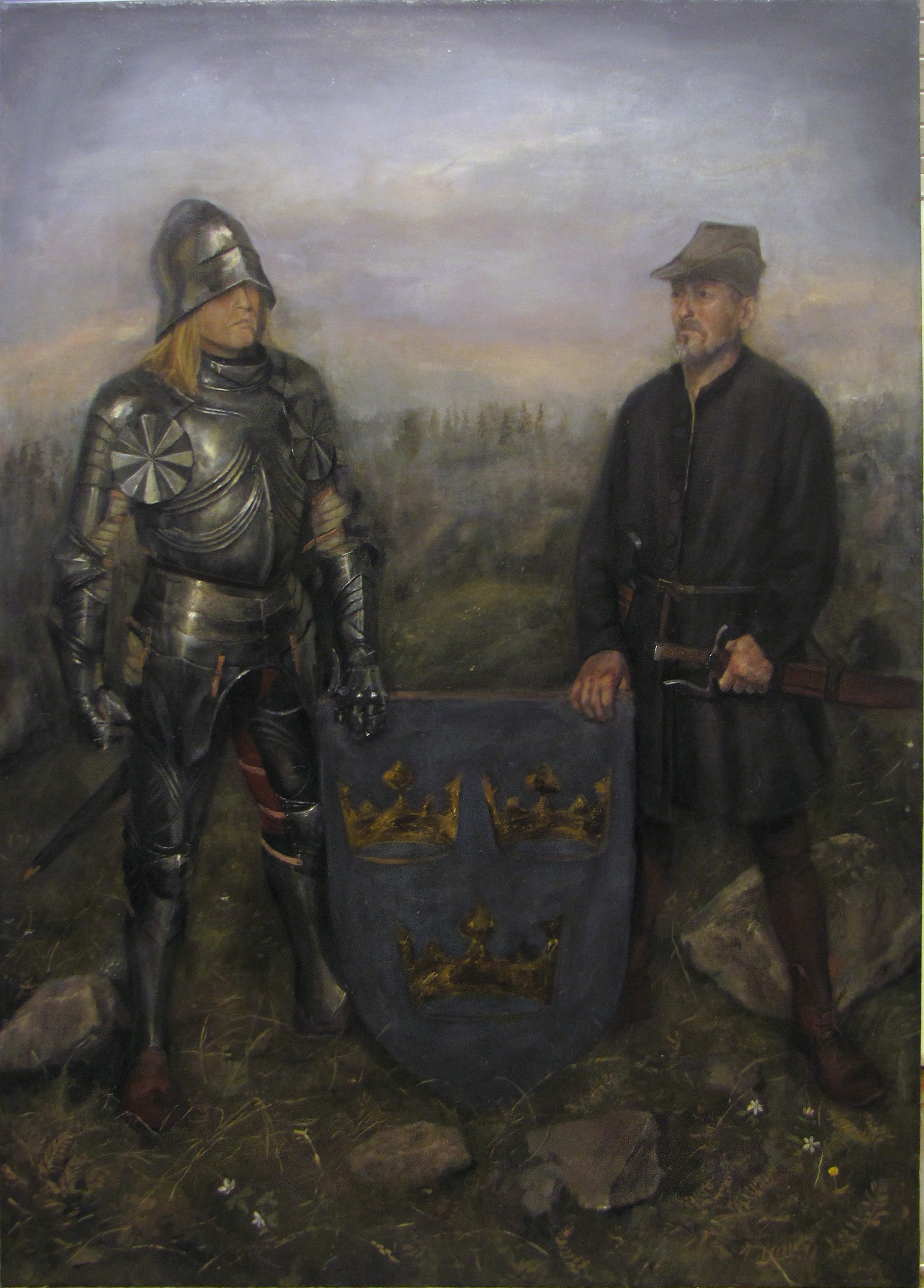
Jämlikhet
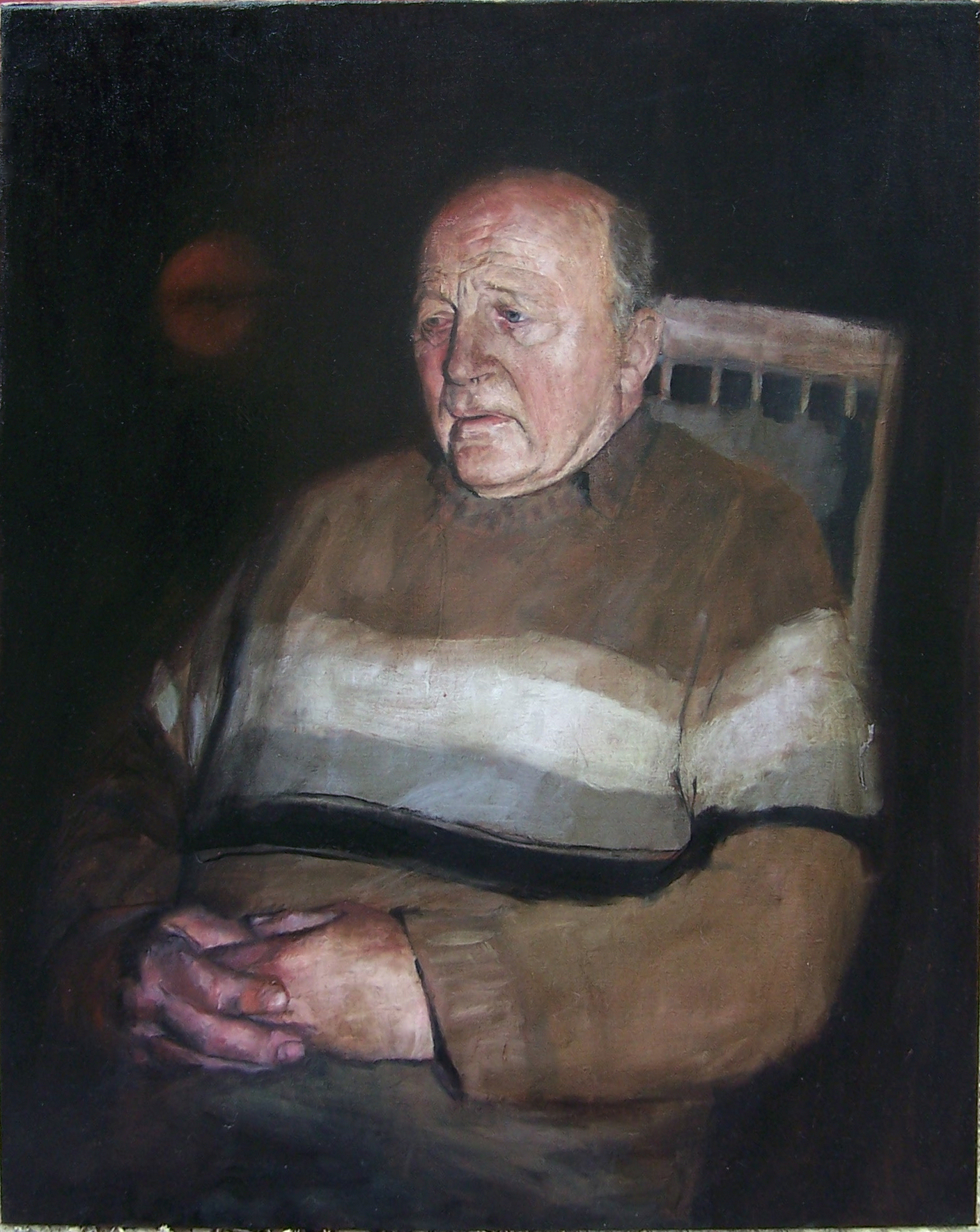
Det sista vittnet
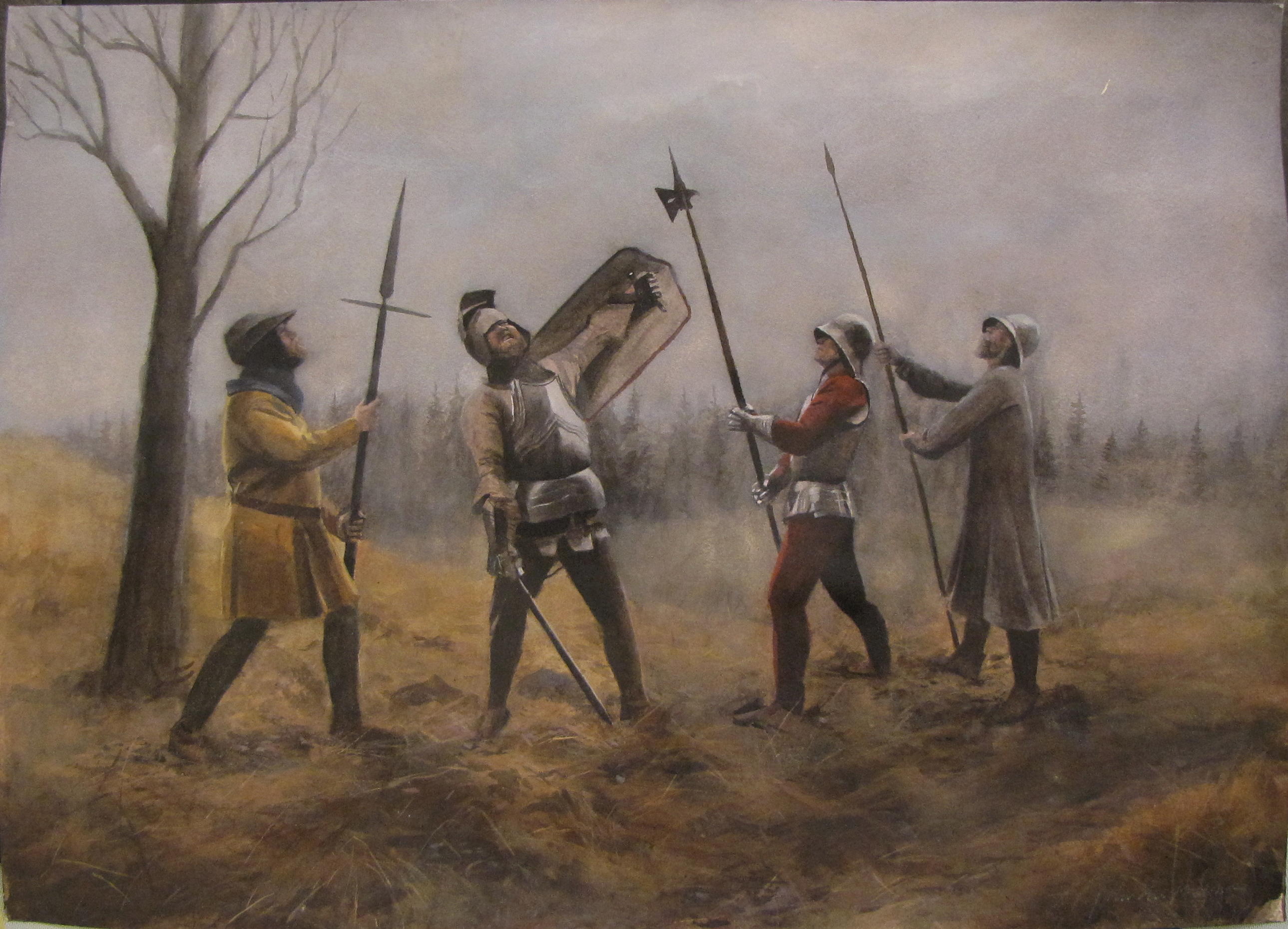
Vrede mot gudarna